# Pracovní úraz
Pracovním úrazem je poškození zdraví nebo smrt zaměstnance, došlo-li k nim nezávisle na jeho vůli krátkodobým, náhlým a násilným působením zevních vlivů při plnění pracovních úkolů nebo v přímé souvislosti s ním. Jako pracovní úraz se též posuzuje úraz, který zaměstnanec utrpěl pro plnění pracovních úkolů. Naopak pracovním úrazem není úraz, který se zaměstnanci přihodil na cestě do zaměstnání a zpět.
S problematikou pracovních úrazů je spojena celá řada povinností. Ty lze rozdělit do dvou základních skupin – evidence pracovních úrazů (šetření, evidence a hlášení; týká se úrazů zaměstnanců, fyzických osob, které jsou zaměstnavateli a též sami pracují a OSVČ) a poskytování náhrad škod vzniklých v důsledku pracovního úrazu (týká se pouze úrazů zaměstnanců a dalších osob uvedených v zákoníku práce).

## Druhy pracovních úrazů
- smrtelný
  - pro účely evidence: takové poškození zdraví, na jehož následky postižený nejpozději do jednoho roku zemřel
  - pro účely náhrad škod: takové poškození zdraví, na jehož následky postižený zemřel
- ostatní
  - s dočasnou pracovní neschopností delší než tři kalendářní dny
    - s hospitalizací delší než pět dnů („závažný“)

  - bez dočasné pracovní neschopnosti nebo s dočasnou pracovní neschopností do tří kalendářních dnů

## Chronologie plnění povinností při vzniku pracovního úrazu
1. Nahlášení vzniku úrazu postiženým, pokud mu to zdravotní stav dovolí, nebo svědkem úrazu.
2. Zaměstnavatel (příslušný vedoucí zaměstnanec) zajistí poskytnutí první pomoci nebo přivolání lékaře, zajistí prošetření vzniku úrazu a rozhodne, zda se jedná o úraz pracovní.
3. Jedná-li se o pracovní úraz, zaměstnavatel jej bez zbytečného odkladu ohlásí institucím, jež jsou stanoveny v nařízení vlády č. 201/2010 Sb.
4. Zaměstnavatel provede prošetření vzniku pracovního úrazu za účelem objasnění příčin a okolností jeho vzniku. Do doby prošetření musí, vyjma vážných důvodů, ponechat místo úrazu v původním stavu.
5. Zaměstnavatel zaznamená pracovní úraz do knihy úrazů.
6. Pokud si pracovní úraz vyžádal smrt postiženého nebo dočasnou pracovní neschopnost delší než tři kalendářní dny, zaměstnavatel neprodleně, nejpozději však do pěti pracovních dnů od dne, kdy se o pracovním úrazu dověděl, sepíše v potřebném počtu výtisků záznam o úrazu.[2]
7. Jedná-li se o ostatní pracovní úraz podléhající sepsání záznamu o úrazu, zaměstnavatel jednotlivé výtisky záznamu o úrazu zašle do pátého dne následujícího měsíce institucím, které jsou uvedeny v nařízení vlády č. 201/2010 Sb. Jeden výtisk předá postiženému.
8. Jedná-li se o smrtelný pracovní úraz, zaměstnavatel jednotlivé výtisky záznamu o úrazu zašle nejpozději do pěti dnů institucím, které jsou uvedeny v nařízení vlády č. 201/2010 Sb. Jeden výtisk předá pozůstalým.
9. Dojde-li ke změnám údajů uvedeným v záznamu o úrazu, zašle zaměstnavatel na stanovené instituce záznam o úrazu – hlášení změn.
10. Vznikne-li postiženému v důsledku pracovního úrazu škoda, požádá zaměstnavatele o její náhradu. Požádat může o náhradu ztráty na výdělku (po dobu pracovní neschopnosti, po skončení pracovní neschopnosti), za bolest a ztížení společenského uplatnění, účelně vynaložených nákladů na léčení a věcné škody.
11. Zaměstnavatel posoudí oprávněnost nároků poškozeného, včetně možnosti zprostit se své povinnosti nahradit škodu nebo nemajetkovou újmu ve smyslu § 270 zákoníku práce (zcela nebo jen z části).
12. Zaměstnavatel vypočte celkovou výši náhrad vzniklých škody a nemajetkové újmy
13. Zaměstnavatel vyplatí náhradu škody a nemajetkové újmy poškozenému nebo podklady předá pojišťovně, u které je pro tento případ pojištěn k vyplacení poškozenému.
14. Vyplatil-li zaměstnavatel náhradu škod poškozenému, vyžádá si refundaci u pojišťovny, u které je pro tento případ pojištěn na základě ustanovení stále platného § 205d zákona č. 65/1965 Sb. – viz § 365 odst. 1 zákona č. 262/2006 Sb.

## Odpovědnost zaměstnavatele za pracovní úraz
Vznikne-li v důsledku utrpěného pracovního úrazu zaměstnanci škoda nebo nemajetková újma, je za ni odpovědný zaměstnavatel, a to i v případě, že dodržel předpisy k zajištění bezpečnosti a ochrany zdraví při práci. Jen v případech stanovených zákoníkem práce se může z části nebo zcela zprostit své povinnosti škodu nebo újmu uhradit. Zaměstnavatel se nemůže zprostit své povinnosti v případě, došlo-li k pracovnímu úrazu při odvracení škody hrozící zaměstnavateli nebo nebezpečí přímo hrozící životu nebo zdraví, pokud zaměstnanec tento stav úmyslně nevyvolal.

## Náhrady škody a nemajetkové újmy, které vznikly v důsledku pracovního úrazu
Zaměstnanci, který utrpěl pracovní úraz, který neskončil jeho smrtí, musí zaměstnavatel v rozsahu, ve kterém za škodu nebo nemajetkovou újmu odpovídá podle § 270 zákoníku práce, poskytnout náhradu za:
1. ztrátu na výdělku
  - po dobu pracovní neschopnosti – rozdíl mezi průměrným výdělkem před vznikem pracovního úrazu a náhradou mzdy, při dlouhodobé pracovní neschopnosti musí být vyplácena pravidelně měsíčně, pokud se zaměstnavatel se zaměstnancem nedohodnou jinak
  - po skončení pracovní neschopnosti nebo při uznání invalidity nebo částečné invalidity, je-li z důvodu pracovního úrazu výdělek po skončení dočasné pracovní neschopnosti nižší než průměrný výdělek před vznikem pracovního úrazu
  - pokud byl zaměstnanec zaměstnán na dobu určitou, přísluší náhrada za ztrátu na výdělku jen po dobu, po kterou měl být zaměstnán
  - je-li zaměstnanec zaměstnán u více zaměstnavatelů, náleží mu náhrada ušlou mzdu u všech zaměstnavatelů
2. bolest a ztížení společenského uplatnění – bolestí je tělesné a duševní strádání způsobené jak při samotném poškození zdraví, tak při následném léčení; ztížení společenského uplatnění se pak chápe jako trvalý nepříznivý vliv poškození zdraví, který omezuje nebo mění společenské uplatnění poškozeného v životě. Výši náhrad za tyto újmy na zdraví upravovala až do roku 2014 vyhláška č. 440/2001 Sb., která se přes své zrušení ustanovením § 3080 bod 237 nového občanského zákoníku[4] v pracovněprávních vztazích používala i nadále,[5] opírajíc se o nenovelizované ustanovení § 394 odst. 2 zákoníku práce. Od 26. října 2015 se bolestné a náhrada za ztížení společenského uplatnění řídí nařízením vlády č. 276/2015 Sb. Při postupu podle něj zdravotní újmu bodově ohodnotí lékař, přičemž za jeden přiznaný bod náleží 250 Kč náhrady (nařízení vlády platí pouze pro pracovní úraz a nemoc z povolání v pracovněprávním vztahu, jedná-li se o služební úraz, musí být postupováno podle příslušného předpisu – u příslušníků bezpečnostních sborů podle vyhlášky č. 277/2015 Sb. a u vojáků z povolání podle vyhlášky č. 346/2015 Sb., avšak u státních zaměstnanců na základě ustanovení zákona o státní službě podle zákoníku práce).
3. účelně vynaložené náklady spojené s léčením – například doplatky cen léků, platba za posudek o bolestném
4. věcnou škodu – například rozbité hodinky, poškozený soukromý oděv, náklady na zajištění pomoci v domácnosti v době dočasné pracovní neschopnosti v důsledku pracovního úrazu
5. odstupné - pokud zaměstnanec nemůže z důvodu úrazu nadále vykonávat dosavadní práci, může zaměstnavatel pracovní poměr ukončit. V takovém případě má zaměstnanec nárok na odstupné ve výši 12násobku průměrného měsíčního výdělku.[6]

Způsob a výši náhrady škody je zaměstnavatel povinen projednat bez zbytečného odkladu s odborovou organizací a se zaměstnancem.
V případě smrtelného pracovního úrazu vznikají nároky na jiné náhrady škod – viz § 271g až § 271j zákoníku práce.

## Práva odborové organizace týkající se pracovního úrazu
Zaměstnavatel musí odborové organizaci
- umožnit prověření, zda zaměstnavatel řádně vyšetřuje pracovní úrazy a
- zajistit účast při zjišťování příčin pracovního úrazu.[7]

## Příklady pracovních úrazů

### 1. Pracovní úraz
(Příklad ukazuje typický pracovní úraz)
Řidič tahače dostal od svého vedoucího příkaz, aby provedl doplnění jednoduché montáže kol na nápravách tahače na dvojitou montáž. Kola, která měl řidič použít, byla přes zimu umístěna v plechovém skladu. Do kol bylo potřeba doplnit vzduch na předepsaný tlak 0,2 MPa, po zimě byla totiž podhuštěna. Řidič si tedy přepravil kola k přístřešku s kompresorem. Řidič bez problémů nahustil tři kola. U posledního zjistil, že i přes to, že jej hustí, v něm není žádný tlak. Opřel tedy kolo o přístřešek kompresoru, poté si stoupl mírně bokem od kola a konec hadice kompresoru přidržoval na ventilku kola. Po krátkém čase, kdy kolo hustil tímto způsobem, došlo k výbuchu kola a řidič byl odmrštěn do volného prostoru, 15 m od místa huštění pneumatiky.

### 2. Porušení povinností
(Jde o porušení povinností ze strany zaměstnavatele i zaměstnance)
Zaměstnanec navalil výřez na upínací vozíky. Poté se z přísunového dopravníku samovolně uvolnil další výřez a svým skulením těžce zranil zaměstnance. Zaměstnanec znal pracovní a technologické postupy, byl s nimi prokazatelně seznámen. Další výřez měl zajistit klínem, což neudělal. V průběhu vyšetřování tohoto úrazu vyšlo najevo, že zaměstnavatel  dlouhodobě věděl o nedodržování stanovených pracovních postupů, toleroval je a neučinil žádná opatření k nápravě.

### 3. Porušení povinností
(Jde o porušení povinností ze strany zaměstnavatele i zaměstnance)
Zaměstnanec v prostoru senážní jámy zajišťoval přísun krmení pro dojnice. Pracoval s nakladačem UNHZ 500 napojeným k traktoru Zetor 7211. Kloubové náhonové hřídeli mezi traktorem a nakladačem chyběl předepsaný kryt. Zaměstnanec chtěl zkontrolovat spojení nakladače s traktorem. Vstoupil proto do nebezpečného pracovního prostoru kloubového hřídele. V důsledku toho byl jeho oděv zachycen a natočen na nekrytý kloubový hřídel. Zaměstnanec utrpěl smrtelný pracovní úraz. Zaměstnavatel porušil svou povinnost tím, že umožnil používání nakladače bez ochranného krytu. Avšak k porušení povinností došlo i ze strany zaměstnance, protože měl jakožto odborně způsobilý pracovník závadný stav bezprostředně oznámit nadřízenému pracovníkovi, nikoli nakladač použít k práci.

### 4. Zproštění odpovědnosti
(Zaměstnavatel se může zprostit odpovědnosti, protože zaměstnanec se choval lehkovážně a v rozporu s předpisy)
Trhač pracoval na stromě (jedli) za účelem sběru šišek, chtěl přeskočit do koruny druhé jedle, která stála poblíž. Skok se mu nepovedl a druhý den byl nalezen mrtev pod stromem. Zaměstnanci nesmí skákat ze stromu na strom (a musí dodržovat i další pravidla týkající se podmínek při sběru), neboť by se mohl vystavit smrtelnému nebezpečí. Zaměstnanec se zde tedy zachoval lehkovážně.

## Skončení pracovního poměru v souvislosti s pracovním úrazem
Zaměstnavatel může dát zaměstnanci výpověď, pokud zaměstnanec podle lékařského posudku nesmí dále konat dosavadní práci pro pracovní úraz. V tomto případě dostane zaměstnanec od zaměstnavatele při skončení pracovního poměru odstupné ve výši nejméně dvanáctinásobku průměrného výdělku. Pokud se zaměstnavatel zcela zprostí odpovědnosti za pracovní úraz, nemá povinnost vyplácet zaměstnanci odstupné.
Zaměstnavatel také může se zaměstnancem ukončit pracovní poměr, vznikl-li pracovní úraz díky porušení povinností zaměstnance.

### Příklad
(Rozvázání pracovního poměru kvůli následkům pracovního úrazu)
V průběhu noci spadla těžká pacientka i s lůžkem na zem. Sanitář ji chtěl zvednout. Pacientka mu chtěla pomoci, a proto se ho chytila kolem krku, čímž ho však strhla na sebe. Strhnutí bylo náhlé a sanitář kvůli němu pocítil velkou bolest v kříži a prasknutí v zádech. Kvůli silné bolesti nemohl dále pokračovat v práci. Druhý den vyhledal závodní lékařku preventivní péče, ta mu vystavila pracovní neschopnost, protože měl poškozené vazivové ústrojí páteře. Sanitář se postupně podrobil různým léčebným procedurám, ale jeho stav se nezlepšoval. Nakonec mu byl přiznán plný invalidní důchod. Zaměstnavatel s ním rozvázal pracovní poměr, protože už nemohl dále vykonávat svou práci.